# دراکولا سه‌بعدی
دراکولا سه‌بعدی (به انگلیسی: Dracula 3D) یک فیلم ترسناک و خون‌آشامی محصول ۲۰۱۲ به نویسندگی و کارگردانی داریو آرجنتو با بازی توماس کرچمان، روتخر هاور، مارتا گاستینی و اوناکس اوگالده محصول مشترک ایتالیا، اسپانیا و فرانسه است و اولین فیلم سه‌بعدی آرجنتو می‌باشد. کرچمان نقش دراکولا را بر عهده گرفت. او بعداً در سریال تلویزیونی دراکولا نقش آبراهام ون هلسینگ را بازی کرد.
این فیلم برای اولین بار در جشنواره فیلم کن در ۱۹ مه ۲۰۱۲ نمایش داده شد. در ۲۷ نوامبر ۲۰۱۳ در فرانسه اکران شد.